# Jaworze (Pasmo Łososińskie)
Jaworze (730 m) – góra we wschodniej części głównego grzbietu Pasma Łososińskiego w Beskidzie Wyspowym. Znajduje się w tym paśmie pomiędzy Jaworzem a Babią Górą. Jaworze to nazwa urzędowa podana przez mapę Geoportalu. Przez szczyt Jaworza przebiega granica między wsią Stańkowa w powiecie nowosądeckim (stoki północne) i wsią Pisarzowa w powiecie limanowskim (stoki południowe) – obydwie w województwie małopolskim.
Stoki Jaworza są częściowo porośnięte lasem, a na rozległym grzbiecie rozpościera się ogromna polana, zajęta przez pola uprawne i zabudowania. Na polanie tej znajduje się oficjalne i często używane startowisko paralotniarzy. Ze stoków północnych spływa Potok Stańkowski uchodzący do Łososiny, ze stoków południowych potok Kłodnianka uchodzący do Smolnika. Przez grzbiet prowadzi niebieski szlak turystyczny. Przy szlaku tym między szczytami Jaworz i Jaworze znajduje się kapliczka i wieża widokowa pod Jaworzem. Dzięki otwartym terenom pól uprawnych rozciągają się stąd szerokie widoki na dolinę Łososiny, Pasmo Łopusza i Kobyły, Beskid Sądecki, Pasmo Ostrej, Modyń, Mogielicę i Tatry.

## Szlaki turystyki pieszej
Limanowa – Łysa Góra – Sałasz – Jaworz – Jaworze – Jezioro Rożnowskie
 Męcina – Kłodne – Jaworze

## Przypisy

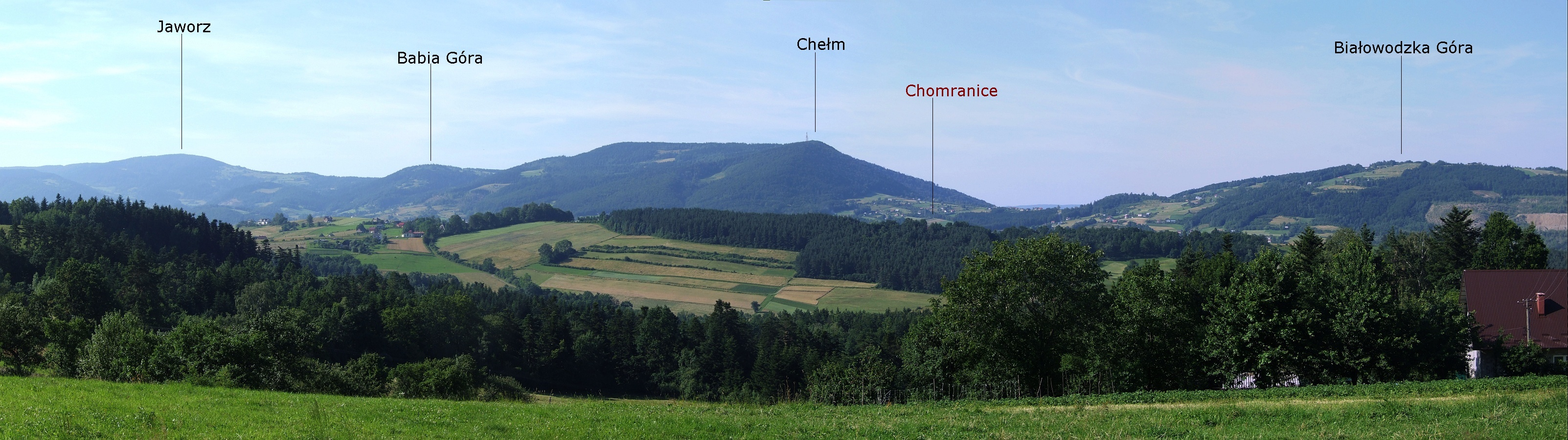
Położenie Babiej Góry w Paśmie Łososińskim. Widok z Kaniny
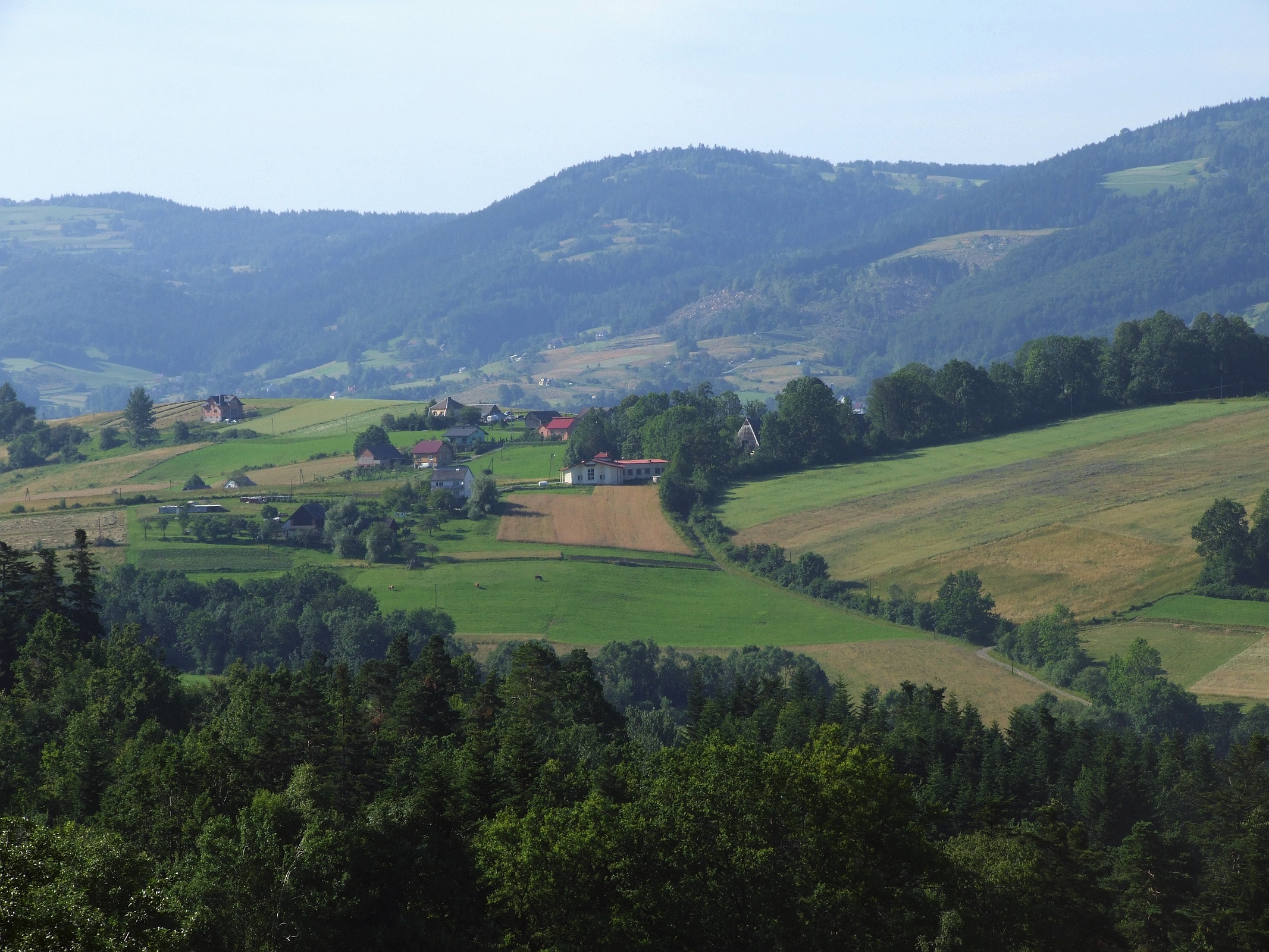
Widok z Wysokiego. Jaworze na środku